# 福場俊策
福場 俊策（ふくば しゅんさく、1985年7月7日 - ）は、日本の俳優。MSエンタテインメント所属。島根県益田市出身。身長170cm。

## 来歴・人物
福岡大学スポーツ科学部卒業後、福岡大学大学院へ進み、体育哲学を専攻。2010年より、福岡大学スポーツ科学部にて助教として勤務していた経歴を持つ。上宮高校時代には、卓球でインターハイ団体3位・全国選抜団体3位等の成績を上げ、大学進学後も全九州学生卓球選手権大会で優勝、大学教員時代は女子部の監督を務めた。上京後、2012年より芸能活動を開始。現在、ドラマ・映画・舞台と精力的に活動中。

## 出演

### 映画
- イヤリング（2012年8月18日、榎本敏朗監督）[1][2][3][4][5]
- 封印映像（2013年、山田雅史監督） - 犯人役
- ルームシェア（2013年、横山一洋監督） - 坂口孝之役
- 戦秋のツレ（2014年、泉原航一監督） - 片山役
- お尻を噛むと煙が出る（2014年、金俊祐監督） - 主演・俊介役
- 蜩ノ記（2014年10月4日、小泉堯史監督） - 会津藩士役
- 心霊玉手匣2（2014年、岩澤宏樹監督） - 藤巻慎吾役
- Not Found（2014年、古賀奏一郎監督） - 倉田信明役
- さよならケーキとふしぎなランプ（2014年4月26日、金井純一監督） - 草本博役[6][7][8][9]
- 気がいてもいなくても（2015年、手塚一紀監督） - 櫻井役
- イタダキマス（2015年、黒川裕一監督） - 刑事役

### テレビ
- そこをなんとか （2012年、NHKBS） - 大学生友人役
- 花のズボラ飯 第1話 （2012年10月23日、TBSテレビ） - バンドマン役
- めんたいぴりり （2013年8月5日-8月29日、テレビ西日本） - 笹嶋辰雄役
- 八重の桜 （2013年、NHK） - 熊本バンドの同志社学生役
- 僕にはまだ友だちがいない （2014年NHK Eテレ） - 漫画家役
- 博多ステイハングリー （2014年、テレビ西日本） - 今田保役
- めんたいぴりり2（2015年2月20日・2月27日、テレビ西日本） - 笹嶋辰雄役[10]
- 泣きめし今日子 （2015年、TOKYO MX） - 社員役
- 総合診療医ドクターG（2016年、NHK）
- 相棒season15　第13・14話（2017年2月1日・2月8日、テレビ朝日）
- 駐在刑事 SEASON2 第2話「殺人同窓会に隠された復讐を暴け!!」（2020年、テレビ東京/BSジャパン） ‐ 湯川昌太 役
- 午前0時の森（2023年10月31日、日本テレビ）

### 舞台
- 大きな虹のあとで〜不動四兄弟〜（2012年2月19日-2月20日、九州DD旗揚公演）[11]
- エンドロール（2012年、TEAM DD公演）演出：新星中
- THE TUNNEL（2012年8月10日-8月14日、釜山演劇製作所ドンニョク・ユニークポイント共同公演）演出：山田裕幸[12][13]
- 大きな虹のあとで〜不動四兄弟〜（2012年8月24日-8月26日、VOATアクターズスタジオ公演）演出：秦秀明[14]
- 大きな虹のあとで〜不動四兄弟〜（2012年12月14日-12月15日、九州DD第二回本公演）[15]
- 大きな虹のあとで〜不動四兄弟（2014年） - 不動月役　演出：津枝新平
- めんたいぴりり（2015年3月6日-3月29日、博多座公演） - 笹嶋辰雄役[16]
- RE-INCARNATION RE-SOLVE（2015年12月24日-12月29日、全労済ホールスペース・ゼロ/2016年1月9日-1月10日、サンケイホールブリーゼ/2016年1月14日-1月18日、THEATRE1010　Office ENDLESS公演）[17][18][19][20]
- 風は垂てに吹く（2016年8月18日-8月23日、テトラクロマット公演）[21]

### CM
- リクルート　「すべての人生がすばらしい」篇 - 結婚式をあげる青のランナー役
- デサント　「SKINS」（WEBCM）
- 宣翔物産　「PLAZA」[22]
- サダマツ　festaria bijou SOPHIA Wish upon a star「新郎編」（九州地区限定）[23]

### PV
- 四星球　「オモローネバーノウズ」
- Acid Black Cherry　「未来予想図II」

### その他
- モニタリング（TBSテレビ） - 仕掛け人役
- アメトーーク（テレビ朝日）福岡弁芸人 - ドラマ
- Run for money 逃走中（フジテレビ） - 新撰組 役
- オリジナルビデオ　モンスターパニック！UMA ZONE 未確認生物ハンター[24]
- DVD　呪！闇のまとめサイト〜リア充撲滅スレ〜[25]